# Aline Charigot

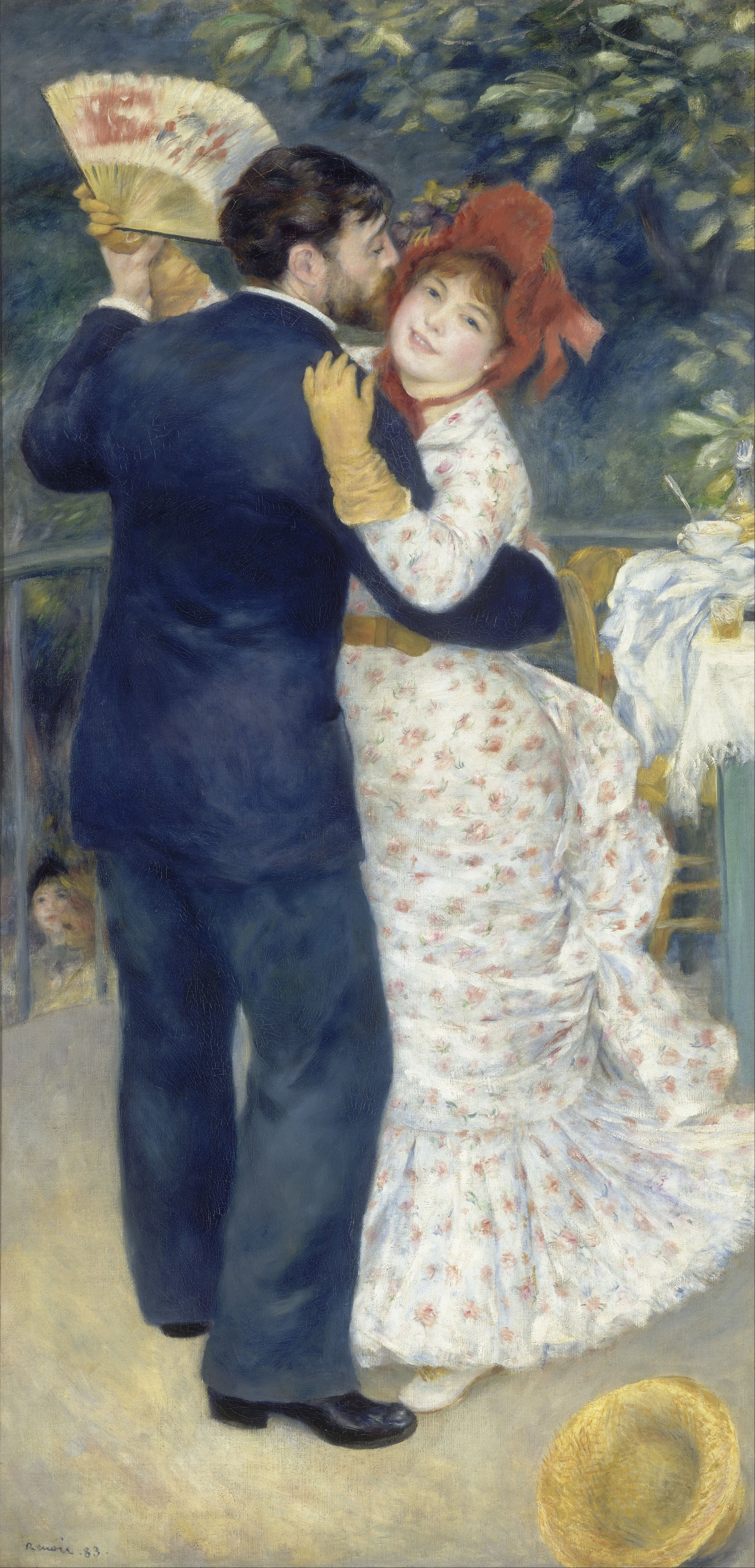
Aline Charigot in "Dans op het platteland" van Pierre-Auguste Renoir, 1883.

Aline Charigot (Essoyes, 23 mei 1859 – Nice, 27 juni 1915) was het lievelingsmodel en de echtgenote van Renoir.

## Biografie
Aline Victorine Charigot stamde uit een eenvoudige familie waarvan de voorouders al sedert generaties in Essoyes gevestigd waren. Haar vader Claude (roepnaam Victor) Charigot, een bakker, liet vrouw en kind in de steek als Aline nauwelijks een jaar oud was. Haar moeder, Thèrèse Maire, die naaister was, vond werk vrij ver van huis, zodat Aline eigenlijk werd opgevoed door haar tante Victorine en haar oom Claude. Ze kreeg een basisopvoeding gericht op huishoudelijke taken en naaiwerk in de plaatselijke zustersschool.
In 1872 vestigde haar moeder zich in Parijs en in 1874 ging Aline, 15 jaar oud, bij haar moeder wonen. In 1879 ontmoetten ze Pierre-Auguste Renoir in een crèmerie-restaurant in de rue Saint-Georges. Aline werd het model en de vriendin van Renoir en poseerde voor het eerst voor hem toen ze 20 was, voor zijn Les Canotiers à Chatou. Vanaf dat moment kwam ze regelmatig voor in het werk van Renoir. In 1883, na de reis van Renoir naar Algerije, Spanje en Italië en op het moment dat de schilder op zoek was naar een nieuwe stijl, ging het koppel samenwonen. Twee jaar later, in 1885, werd hun eerste zoon Pierre geboren, die op 21 maart door de schilder erkend werd. Pierre zou later film- en toneelacteur worden. In 1888 kon Aline haar echtgenoot overtuigen om haar geboortedorp te bezoeken. De plaats beviel hem en ze zouden er regelmatig terugkeren.
Aline Charigot huwde Pierre-Auguste Renoir op 14 april 1890. In september 1894 zag hun tweede zoon Jean het levenslicht. Jean zou later een bekend filmregisseur worden. Hun laatste zoon Claude werd geboren op 4 augustus 1901 in Essoyes, waar de Renoirs ondertussen een huis gekocht hadden. Claude, Coco genoemd, zou later de lijst van werken van zijn vader opstellen en werd de grote specialist ter zake. Vanaf 1880 brachten de Renoirs de zomers door in Essoyes. Omwille van de gezondheid van Renoir brachten ze vanaf 1903 de winters door in Cagnes-sur-Mer, waar ze het domein Les Collettes kochten, waarop Aline het laatste huis van haar man liet bouwen.
In 1894 liet Aline Charigot een nichtje uit Essoyes overkomen, Gabrielle Renard, om te helpen met de kinderen en het huishouden. Gabrielle Renard zou ook model staan voor een belangrijk aantal werken van Renoir.
Tijdens de Eerste Wereldoorlog raakte eerst Pierre en daarna in 1915 Jean gewond. Aline ondernam een reis naar Gérardmer in de Vogezen om Jean te bezoeken. Voordien had ze ook al Pierre aan zijn ziekbed opgezocht. Aline leed al vanaf 1902 aan diabetes, uitgeput van de reis overleed ze in Nice op 27 juni 1915. Ze werd bijgezet op het kerkhof van Essoyes bij haar moeder en haar zoon Claude en kleinzoon Claude junior, de zoon van Pierre, werden in dezelfde tombe bijgezet. Haar man werd ook in Essoyes begraven.

## Werken
Hierbij enkele werken waarop Aline is afgebeeld:
- Les Canotiers à Chatou (1879), National Gallery of Art, Washington D.C.
- Madame Renoir au chien (1880), Collection Durand-Ruel, Parijs
- Jeunes Filles en noir (1880), Poesjkinmuseum, Moskou
- La baigneuse blonde (1881), Sterling and Francine Clark Art Institute, Willamstown, Massachusetts
- Le déjeuner des Canotiers (1880-1881), The Phillips Collection, Washington
- Danse à la campagne (1883), Musée d'Orsay, Parijs
- Femme assise au bord de la mer, 1883, Metropolitan Museum of Art, New York
- Fille dans le jardin (1884), privécollectie
- Aline Charigot, Madame Renoir (1885), Philadelphia Museum of Art, W.P. Wilstach Collection, Philadelphia
- Maternité (1885), Musée d'Orsay, Paris
- Les grandes baigneuses, (1884-1887), Philadelphia Museum of Art.
- Les parapluies (1886), National Gallery, Londen
- Aline et Pierre (1886), (olieverf op doek), Museum of Fine Arts Saint Petersburg, Florida
- Aline et Pierre (1886), (pastel op papier), Cleveland Museum of Art, Cleveland, Ohio
- Les Laveuses (1888), Baltimore Museum of Art
- La famille de l'artiste (1896), Barnes Fondation, Philadelphia
- Madame Renoir et Bob (1910), Wadsworth Atheneum, Hartford

## Galerij

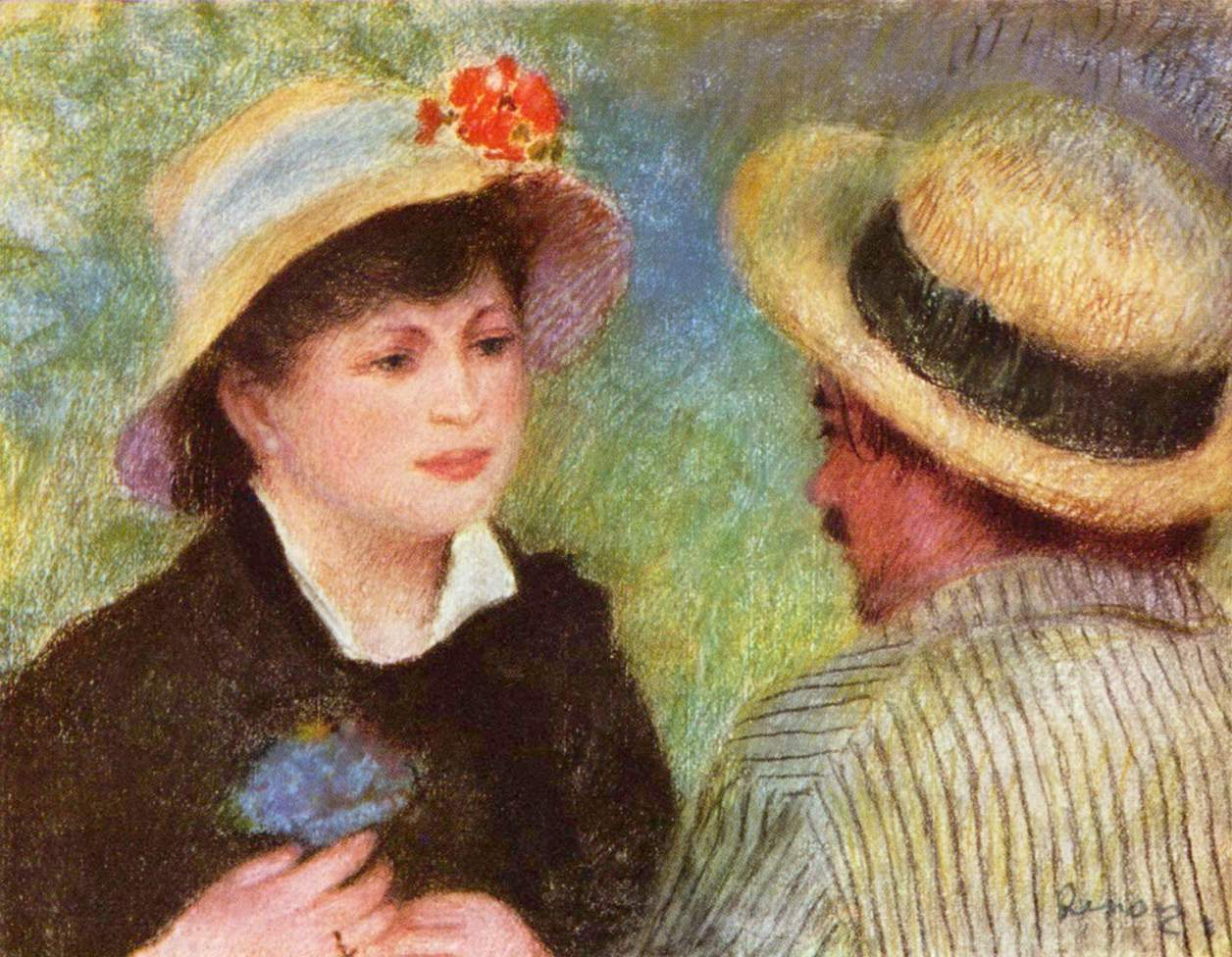
Le déjeuner des Canotiers, 1880-1881
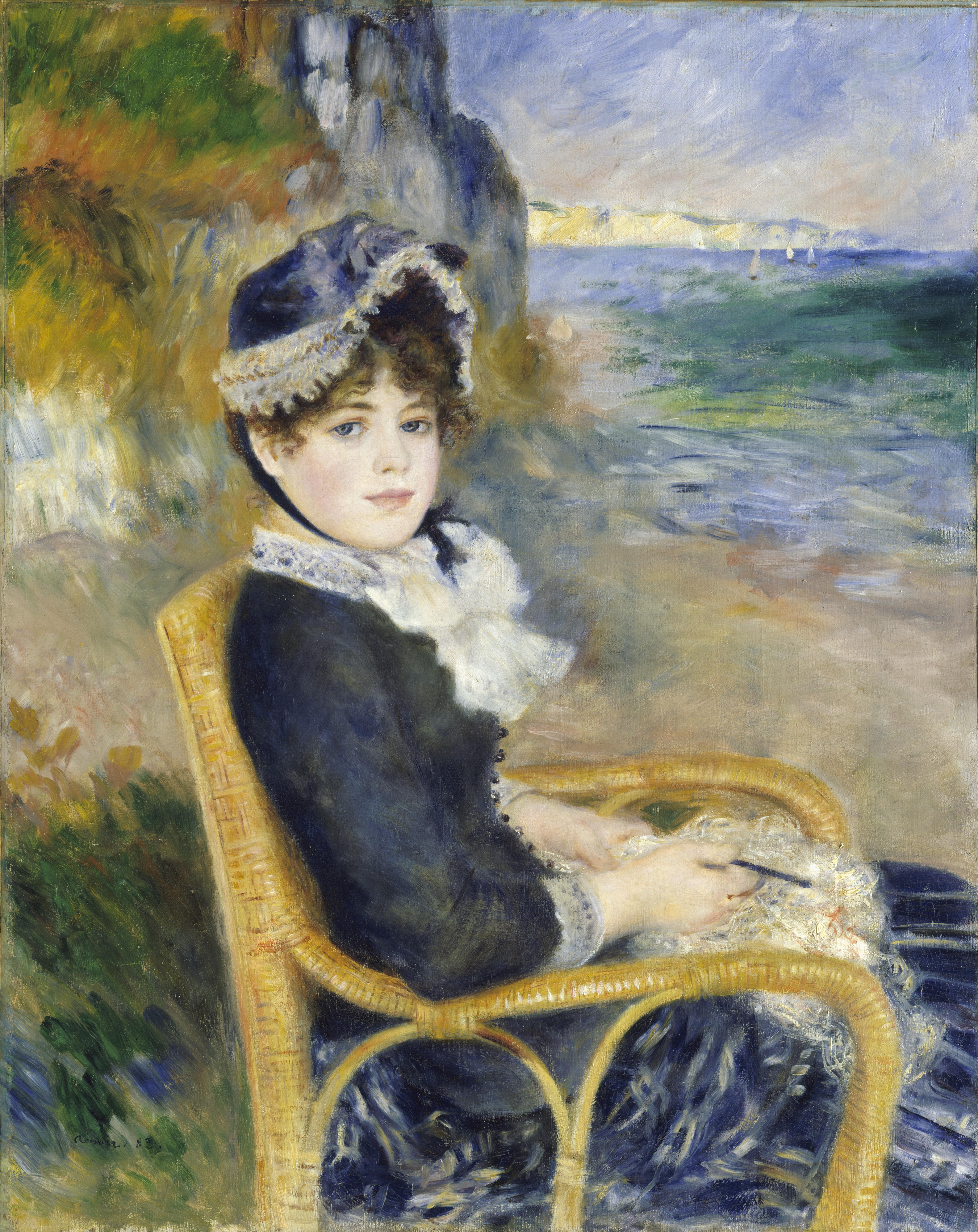
Femme assise au bord de la mer, 1883
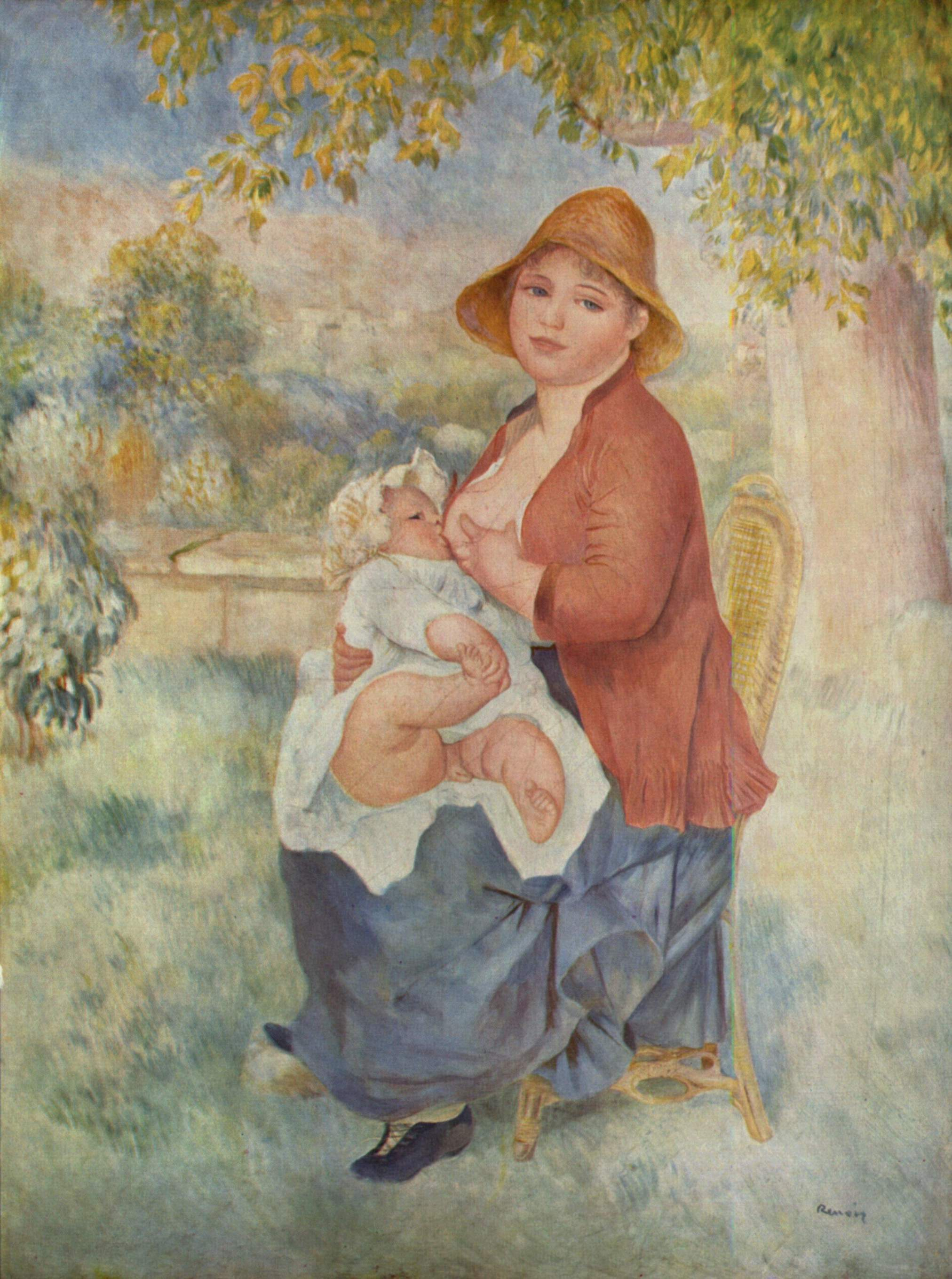
Maternité, 1886
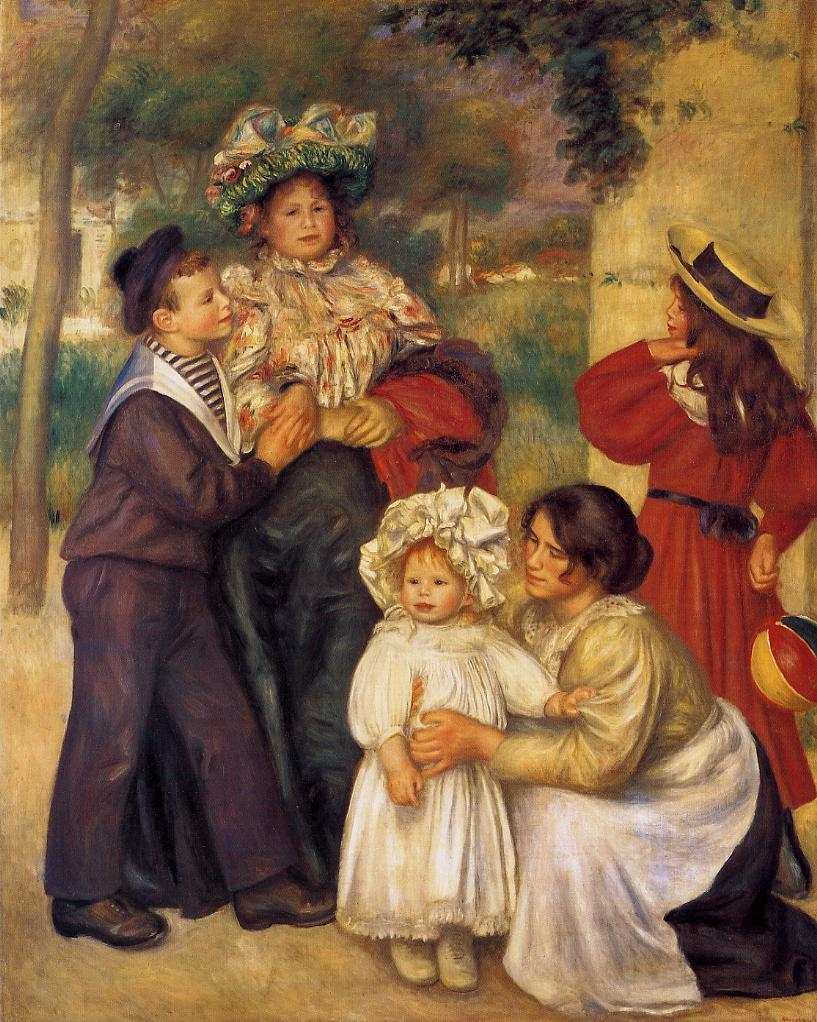
La famille de l'artiste, 1896

- Nederlandse Thesaurus van Auteursnamen: 373429118
- Virtual International Authority File: 309894653